# Imma Clopés i Gasull
Imma Clopés Gasull (Pedret i Marzà, Alt Empordà, 19 de gener de 1968) ha estat una atleta catalana especialista en proves de d'heptatló i pentatló.
Llicenciada en Educació Física i Esport a l'INEFC el 1993, va ser campiona d'Espanya júnior en heptatló el 1986 i promesa el 1988. En categoria absoluta, va ser campiona d'Espanya d'heptatló en set ocasions i de Catalunya en sis. En pista coberta, va ser sis vegades consecutives campiona d'Espanya de pentatló i tres de Catalunya. També va establir cinc rècords estatals d'heptatló i quatre de pentatló. Internacional amb la selecció espanyola en trenta-sis ocasions, va competir als Jocs Olímpics d'Atlanta 1996 i Sidney 2000. També va participar en diversos campionats del Món i d'Europa d'atletisme a l'aire lliure i en pista coberta, destacant la medalla d'or aconseguida als Jocs Iberoamericans de 1998. Va retirar-se de la competició el 2005.

## Palmarès
Campionat de Catalunya
- Campionat de Catalunya d'heptatló: 1994, 1996, 2000, 2001, 2003, 2004
- Campionat de Catalunya de pentatló (pista coberta): 1997, 2003, 2004
- Campionat de Catalunya - Salt d'alçada: 2001
- Campionat de Catalunya - Salt de llargada: 1987
- Campionat de Catalunya - 100 metres tanques: 2000

Campionat d'Espanya
- Campionat d'Espanya d'heptatló: 1994, 1996, 1997, 1998, 1999, 2000, 2002
- Campionat d'Espanya de pentatló (pista coberta): 1994, 1995, 1996, 1997, 1998, 1999